# Власов, Пётр Парфёнович
Пётр Парфёнович Вла́сов (за границей работал под фамилией Влади́миров; 14 сентября 1905, село Хреновое, Воронежская губерния — 10 сентября 1953, Москва) — советский разведчик, журналист и дипломат. Полковник, чрезвычайный и полномочный посол.

## Биография
Работал учеником слесаря на Воронежском заводе сельскохозяйственных орудий, слесарем на паровозоремонтном заводе в Тихорецке. В 1927 году вступил в ВКП(б). С 1931 года служил в Красной армии. Учился в военном авиационном училище, но незадолго до выпуска был отчислен по состоянию здоровья.
Окончил отделение китайского языка Московского института востоковедения имени Н. Н. Нариманова (1937).
С 1937 года — в Разведывательном управлении РККА.
- С мая 1938 по июль 1940 года — корреспондент ТАСС в Китае.
- В апреле — августе 1941 года работал в Китае по заданию ТАСС.
- С мая 1942 по ноябрь 1945 года — военный корреспондент ТАСС в особом районе Яньань (Китай), связной Коммунистического интернационала при ЦК Коммунистической партии Китая, возглавлял спецгруппу по сбору сведений о Квантунской армии.

С 1946 года — в МИД СССР.
- В 1948—1951 годах — генеральный консул СССР в Шанхае.
- 17 мая 1952 года был назначен чрезвычайным и полномочным послом СССР в Бирме. Вручение верительных грамот состоялось 14 июля 1952 года[2].

Похоронен на Новодевичьем кладбище в Москве.

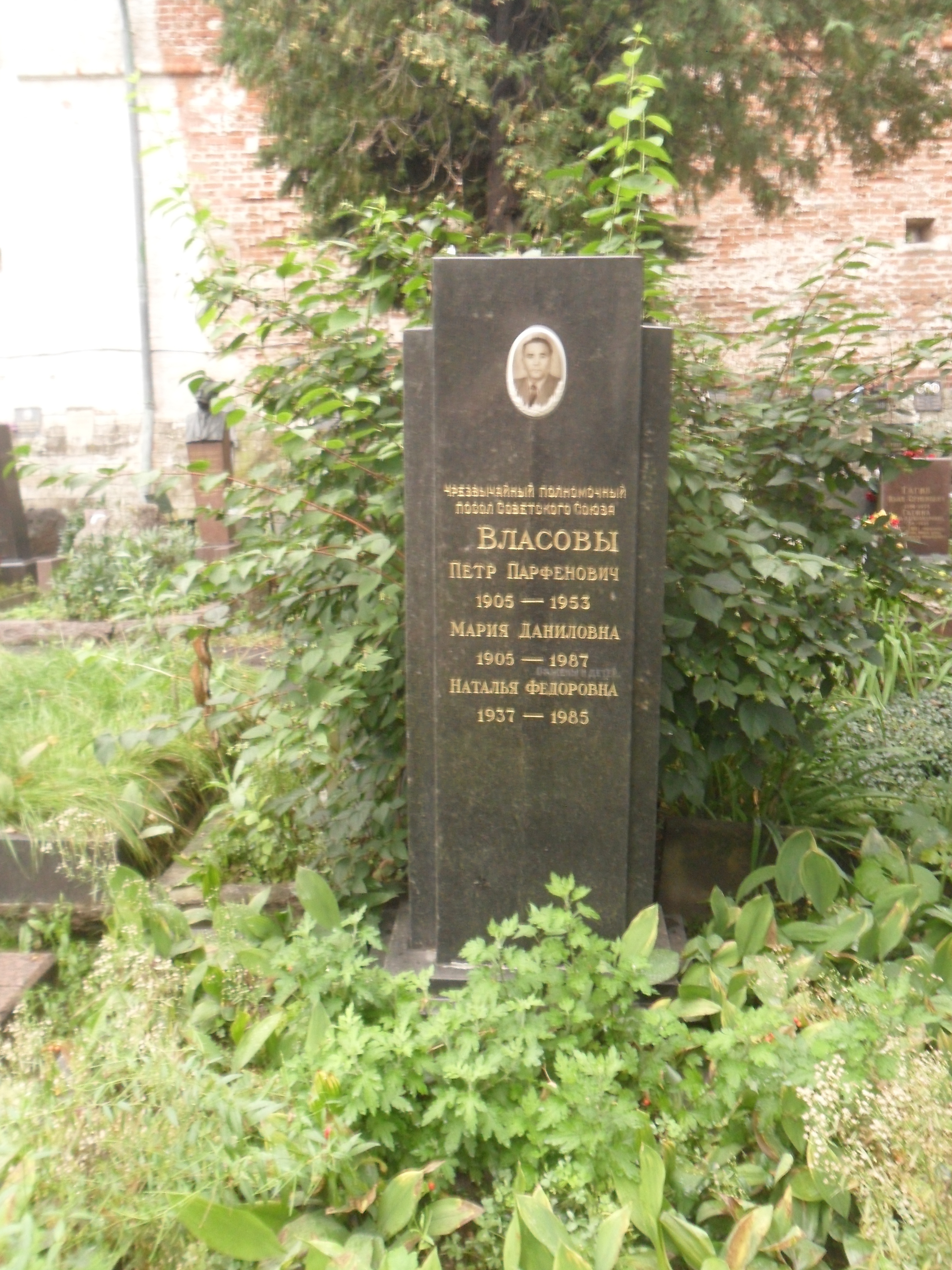
Могила Власова на Новодевичьем кладбище

## Семья
Жена — Мария Даниловна (в девичестве Лымарь; 1905—1987), кубанская казачка.
Сыновья:
- Борис,
- Юрий (1935—2021) — олимпийский чемпион 1960 года по тяжёлой атлетике, писатель, общественный и политический деятель.

## Сочинения
- В 1973 году Юрий опубликовал дневники отца в книге «Особый район Китая. 1942—1945» (переиздана в 1977 году).

## Награды
- Орден Ленина (23 августа 1944)[5]
- Орден Красного Знамени (6 декабря 1945)[6]
- Орден Отечественной войны I степени (1 сентября 1945)[7]
- Три ордена Красной Звезды